# ハイルディン・オマル
ハイルディン・オマル（マレー語: Hairuddin Omar、1979年9月29日 - ）は、マレーシアの元サッカー選手。元マレーシア代表。ポジションはFWあるいはMF。

## クラブ歴
2000年にトレンガヌFAで初出場。2003年には給与未払いの問題からスブリ・スロン、ロスディ・タリブと共にパハンFAに移籍。パハンFAで6年間過ごした後にトレンガヌ州へと戻ってきたもののトレンガヌFAではなくTチームFCに移籍した。TチームFCは2009年のマレーシアカップに参加できなかったのもあり、ヌグリ・スンビランFAにレンタル移籍、ここでマレーシアカップに出場した彼は優勝を経験した。
2010シーズンにはケランタンFAに移籍。2010年もマレーシアカップを制覇し、決勝戦では0-0の均衡を破る得点をし、またMoMにも選出された。
2011シーズンはヌグリ・スンビランFAに移籍。このシーズンはマレーシア・スーパーリーグで僅か4得点に終わったものの、マレーシアカップでは8得点をし得点王に輝いた。この2011年のマレーシアカップでは決勝戦でかつての所属クラブであるトレンガヌFAと対戦したが、彼はここでも得点を決め、優勝に貢献した。
2012シーズンはATM FAに移籍し主将を務めた。2015年にトレンガヌFAに復帰した。

## 代表歴
2003年に行われたチェルシーFCとの一戦は4-1で破れたものの、彼はここでマレーシア代表唯一の得点を決めた。36分にフランク・ランパードに得点された4分後、チームメイトのロスディ・タリブが蹴り込んだコーナーキックをジョン・テリーと競り合い、これを制しての得点であった。イングランドから奪ったこの得点は、1991年にムルデカ・スタジアムでマトラン・マルジャンがイングランド代表から2点を奪って以来の出来事であった。

## タイトル

### クラブ
トレンガヌFA
- マレーシアカップ (1): 2001

パハンFA
- マレーシア・スーパーリーグ (1): 2004
- ピアラFAマレーシア (1): 2006

ヌグリ・スンビランFA
- マレーシアカップ (2): 2009, 2011

ケランタンFA
- マレーシアカップ (1): 2010

ATM FA
- マレーシア・プレミアリーグ (1): 2012

### 代表
- 東南アジア競技大会

準優勝: 2001

## 個人成績
代表での得点一覧
| #   | 日附           | 場所                                           | 対戦相手       | 得点 | 結果 | 大会                                |
| --- | -------------- | ---------------------------------------------- | -------------- | ---- | ---- | ----------------------------------- |
| 1.  | 2000年11月7日  | バンコク・ティンスラノン・スタジアム           | ラオス         | 0-3  | 0-5  | 2000 タイガーカップ                 |
| 2.  | 2000年11月9日  | バンコク・ティンスラノン・スタジアム           | カンボジア     | 2-0  | 3-2  | 2000 タイガーカップ                 |
| 3.  | 2001年3月23日  | ドーハ・ジャシム・ビン・ハマド・スタジアム     | 香港           | 1-1  | 2-1  | 2002 FIFAワールドカップ・アジア予選 |
| 4.  | 2001年3月25日  | ドーハ・グランド・ハマド・スタジアム           | パレスチナ     | 2-2  | 4-3  | 2002 FIFAワールドカップ・アジア予選 |
| 5.  | 2001年5月9日   | バ                                             | フィジー       |      | 1-2  | 親善試合                            |
| 6.  | 2002年12月11日 | クアラルンプール                               | カンボジア     |      | 5-0  | 親善試合                            |
| 7.  | 2003年10月20日 | マナーマ・バーレーン・ナショナル・スタジアム   | イラク         | 3-1  | 5-1  | AFCアジアカップ2004予選             |
| 8.  | 2003年10月24日 | マナーマ・バーレーン・ナショナル・スタジアム   | ミャンマー     | 2-1  | 2-1  | AFCアジアカップ2004予選             |
| 9.  | 2007年1月12日  | バンコク・スパチャラサイ国立競技場             | フィリピン     | 1-0  | 4-0  | 2007 東南アジアサッカー選手権       |
| 10. | 2007年1月12日  | バンコク・スパチャラサイ国立競技場             | フィリピン     | 4-0  | 4-0  | 2007 東南アジアサッカー選手権       |
| 11. | 2007年6月18日  | シャー・アラム・シャー・アラム・スタジアム     | カンボジア     |      | 6-0  | 親善試合                            |
| 12. | 2008年10月10日 | クアラルンプール                               | パキスタン     |      | 4-1  | 親善試合                            |
| 13. | 2008年10月20日 | クアラルンプール・ブキット・ジャリル国立競技場 | アフガニスタン | 6-0  | 6-0  | 2008年ムルデカ大会                  |